# Gruzja pod panowaniem rosyjskim

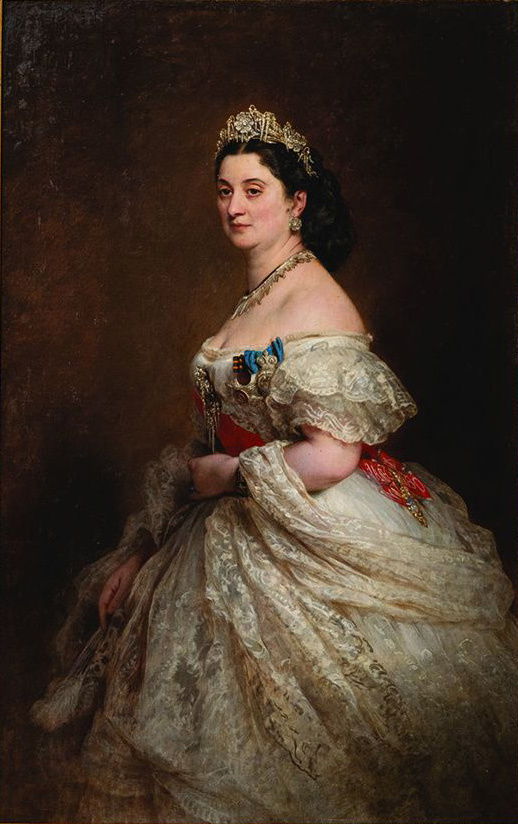
Ekaterine Chavchavadze, księżniczka Mingrelii w zachodniej Gruzji - od 1801 protektorat rosyjski i od 1864 bezpośrednio do Imperium Rosyjskiego wcielono.

Państwa powstałe po rozpadzie Królestwa Gruzji na początku XIX w. znalazły się pod panowaniem rosyjskim. Było to konsekwencją traktatu gieorgijewskiego, zawartego w 1783 przez króla Kartlii i Kachetii Herakliusza II i carycę Katarzynę II. Wobec równoczesnego zagrożenia ze strony Turcji i Persji Kartlia i Kachetia przyjęła rosyjski protektorat.
W 1801 car Aleksander I ogłosił wcielenie Gruzji bezpośrednio do Imperium Rosyjskiego. Decyzja ta nie spotkała się z większymi protestami społecznymi. W kolejnych latach do Rosji wcielone zostały także państwa zachodniogruzińskie: Królestwo Imeretii, Królestwo Abchazji, Księstwo Megrelii, Guria i Swanetia.
Do 1864 na ziemiach gruzińskich nie prowadzona była szeroko zakrojona rusyfikacja. Gruzińska szlachta została zrównana w prawach ze szlachtą rosyjską i miała otwarte możliwości awansu społecznego. W czasie wojen z Turcją rozgrywających się na Kaukazie Gruzini opowiadali się każdorazowo po stronie rosyjskiej i ochotniczo walczyli w armii. Okres przynależności Gruzji do Rosji był także okresem rozwoju kulturalnego i gospodarczego (powstanie przemysłu w II poł. XIX w.). Zmiana polityki wobec Gruzji nastąpiła po tym, gdy wojska rosyjskie ostatecznie stłumiły powstania wyzwoleńcze muzułmańskich ludów północnego Kaukazu. Gruzja zaczęła być wówczas traktowana jak obszar podbity, podlegający pełnej rusyfikacji. Do szczególnie ostrego wybuchu konfliktu narodowościowego gruzińsko-rosyjskiego, na który nałożyły się konflikty społeczne wynikające z trudnej sytuacji robotników przemysłowych i chłopów, doszło w czasie rewolucji 1905 roku.
Gruzja odzyskała niepodległość w 1918, wchodząc w skład Zakaukaskiej Demokratycznej Republiki Federacyjnej.

## Gruzja wschodnia jako protektorat rosyjski

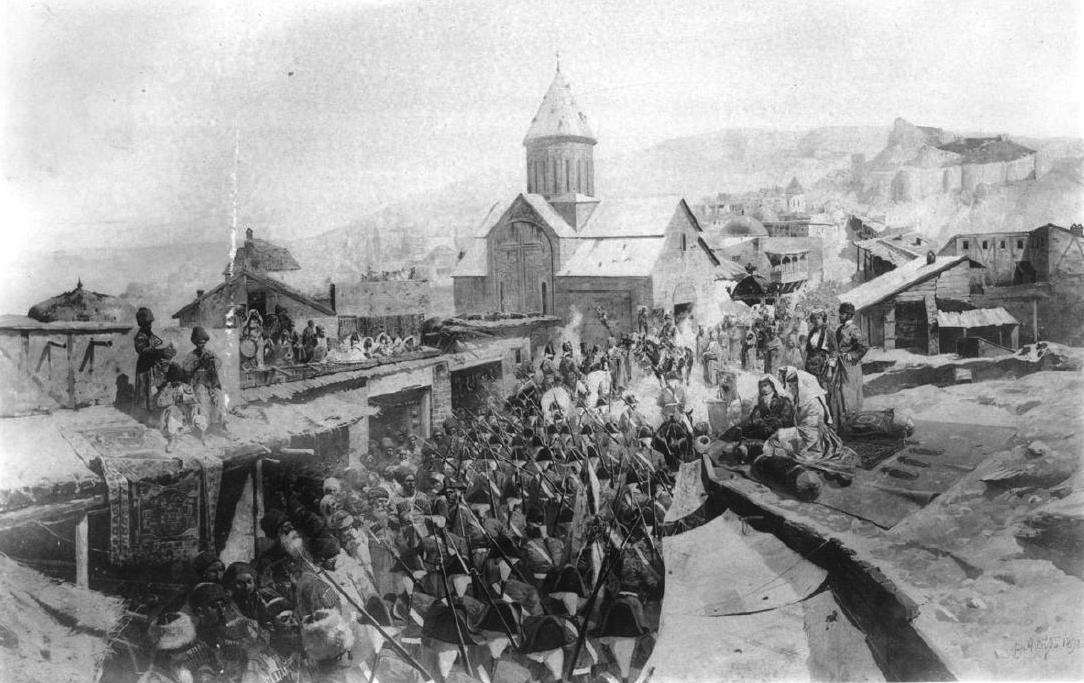
Wejście wojsk rosyjskich do Tbilisi, 1799

W 1783 król Kartlii i Kachetii Herakliusz II po raz kolejny poprosił carycę Katarzynę II o uznanie Gruzji wschodniej za rosyjski protektorat. Prośba ta została zaakceptowana i 24 lipca 1783 przedstawiciele obydwu stron (Paweł Potiomkin ze strony rosyjskiej oraz Iwane Bagrationi i Garsewane Czawczawadze ze strony gruzińskiej) podpisali traktat gieorgijewski. Rosja zobowiązała się do ochrony terytorium Gruzji, podczas gdy król tego kraju miał składać przysięgę na wierność carowi i zrezygnować z prowadzenia samodzielnej polityki zagranicznej. Traktat przewidywał także wprowadzenie do Gruzji 2 tys. żołnierzy rosyjskich i 4 armat. Chociaż siły te faktycznie wkroczyły do Tbilisi w listopadzie 1783 i pomogły Gruzinom w walce z góralami dagestańskimi, już cztery lata później, w nieznanych bliżej okolicznościach, zostały wycofane. Tymczasem w 1795 doszło do niespodziewanego perskiego najazdu, dowodzonego przez Agę Muhammada na Gruzję. Herakliusz II zbyt późno zwrócił się do Rosji z prośbą o udzielenie pomocy, ponadto część skłóconych z nim gruzińskich możnowładców nie przybyła z wojskiem do obozu króla. Mimo wsparcia militarnego króla Imeretii Solomona II i chana Karabachu Gruzja poniosła całkowitą klęskę. Tbilisi zostało zajęte 11 września 1795 i całkowicie zniszczone w ciągu kolejnych ośmiu dni. Wojska rosyjskie dotarły do Gruzji dopiero w grudniu tego samego roku. Wiosną roku następnego caryca Katarzyna II wypowiedziała Persji wojnę. Działania wojsk gen. Zubowa pozwoliły na zajęcie Baku (jego mieszkańcy poddali się Rosjanom), Szyrwanu i Chan Karabachu (ich władcy złożyli carycy hołd lenny). Herakliusz II zdołał przy pomocy rosyjskiej sformować nową armię i zająć Gandżę.
Katarzyna II zmarła nagle jesienią 1796. Jej następca, Paweł I, postanowił całkowicie zmienić politykę zagraniczną kraju, by nie naśladować w niczym matki. Jednym z przejawów tego było odwołanie oddziałów rosyjskich z Zakaukazia. Aga Muhammad postanowił wykorzystać ten fakt i przeprowadzić nową inwazję, jednak w 1797 został niespodziewanie zamordowany.
Zniszczona wojną, jak również epidemią dżumy, jaka po niej nastąpiła, obawiając się dalszych aktów agresji ze strony Persji, Gruzja była zmuszona nadal ubiegać się o pomoc rosyjską. Garsewane Czawczawadze, działając w imieniu sędziwego Herakliusza II, energicznie zabiegał u Pawła I nie tylko o pozostawienie w Gruzji czterotysięcznego rosyjskiego garnizonu, ale i o pomoc rosyjską przy wprowadzeniu głębokich reform administracyjnych i ustrojowych. Pomocy tej nie uzyskał. Tymczasem w styczniu 1798 Herakliusz II zmarł, a jego następcą został chwiejny i mało energiczny Jerzy XII. Nawiązał on kontakty dyplomatyczne z Persją i Turcją wbrew postanowieniom traktatu zawartego w 1783 przez jego ojca. Obawiając się, iż Gruzja zrezygnuje z rosyjskiej protekcji i znajdzie się pod opieką jednego z wymienionych krajów, ministrowie rosyjscy wymogli na carze zaangażowanie się w sprawy Kaukazu i wprowadzenie do Gruzji wojska. Jerzy XII przesłał wówczas do Petersburga projekt uszczegółowienia rosyjskich prerogatyw jako protektora Gruzji wschodniej. Władca pragnął, by Gruzja pozostała autonomicznym królestwem, aczkolwiek należącym do Cesarstwa Rosyjskiego. Żądał zachowania dynastii panującej Bagratydów, odrębności gruzińskiego rządu i autokefalii Gruzińskiego Kościoła Prawosławnego. O ile zgadzał się na stacjonowanie wojsk rosyjskich w Gruzji, domagał się, by nie było to równoznaczne z likwidacją sił gruzińskich i by etaty oficerskie zarezerwowane były dla Gruzinów. Zgodził się natomiast na przybycie rosyjskich specjalistów w dziedzinie administracji i górnictwa, by umożliwić ich modernizację. Opinie Jerzego XII nie miały jednak większego znaczenia, gdyż w Petersburgu niezależnie od jego sugestii zapadła decyzja o całkowitej likwidacji samodzielności Gruzji. Po śmierci króla w grudniu 1800 głównodowodzący armii Imperium Rosyjskiego w Gruzji gen. Iwan Łazariew uniemożliwił synowi Jerzego, Dawidowi, objęcie tronu, lecz nakazał mu oczekiwanie na oficjalną zgodę cara. Następnie 16 lutego 1801 w katedrze Sioni w Tbilisi odczytany został manifest Pawła I ogłaszający wcielenie Gruzji do Rosji.

## Inkorporacja Gruzji, pierwsze reformy, postawa Gruzinów wobec Rosji
Po śmierci Pawła I i objęciu tronu przez jego syna Aleksandra polityka rosyjska wobec Gruzji nie uległa zmianie. 12 września 1801 nowy car ogłosił powstanie guberni gruzińskiej w miejsce niepodległej Gruzji wschodniej. Decyzja ta nie spotkała się z protestami Gruzinów, którzy widzieli w przyłączeniu do Rosji jedyny skuteczny środek ochrony państwa przed najazdami perskimi i tureckimi, jak również atakami dagestańskich górali. Na pozytywne postrzeganie Rosji wpływ miał również fakt wyznawania przez narody gruziński i rosyjski tej samej religii.
Obszar dotąd niepodległej Gruzji wschodniej został zmieniony w gubernię gruzińską Imperium Rosyjskiego, podzieloną na pięć powiatów z siedzibą w Tyflisie (tak zrusyfikowaną nazwę Tbilisi), Telawi, Sighnaghi, Duszeti i Gori. Z czasem do Rosji włączone zostały także niezależne Królestwo Imeretii (1812), Swanetii (1859), zaś w 1864 bezpośrednio do Imperium Rosyjskiego wcielono Megrelię, od 1801 protektorat rosyjski. Niechęć do Rosjan związaną z aneksją Kartlii i Kachetii zmniejszał kolejnej agresywne poczynania Persji wobec ziem gruzińskich. W czasie wojny rosyjsko-perskiej w latach 1806-1813 oddziały gruzińskie walczyły po stronie rosyjskiej. Gruzini wspierali Rosjan także w walkach z Turkami. W traktatach pokojowych zawartych w 1812 z Turcją i w 1813 z Persją Turcja i Persja zrzekły się pretensji do ziem gruzińskich. Mimo to w 1826 doszło do wybuchu nowej wojny z Persją, zaś w 1829 z Turcją. Ponownie po stronie rosyjskiej walczyli Gruzini. Wielu drobnych gruzińskich szlachciców (aznaurów) wstąpiło na stałe do wojska rosyjskiego i zrobiło w nim karierę. Od 1827 cała szlachta gruzińska została zrównana w przywilejach z rosyjską. Równocześnie wśród gruzińskiej arystokracji, jak również literatów i ludzi kultury, nadal widoczna była postawa antyrosyjska; przeciwnicy wcielenia do Rosji skupiali się wokół książąt Bagratydów, w ruchu antyrosyjskim czynnie działali Solomon Dodaszwili, Jase Palawandiszwili i Elibar Eristawi. Wzorując się na polskim powstaniu listopadowym, grupa ta zawiązała spisek, planując zabójstwo najważniejszych rosyjskich oficerów i urzędników w czasie balu 20 grudnia 1832. Na skutek zdrady cały plan został jednak przedwcześnie ujawniony; 38 przywódców konspiracji otrzymało wyroki zesłania. Władze rosyjskie postanowiły również uniezależnić aznaurów od władzy miejscowych książąt (1833) i umożliwić im swobodny dostęp do urzędów, także tych, które dotąd obejmowali wyłącznie arystokraci (1838).
W 1840 na ziemiach gruzińskich przeprowadzona została reforma administracyjna i reforma ustrojowa, uchylająca dotychczasowe prawo skodyfikowane przez króla Kartlii Wachtanga VI. Na jego miejsce wprowadzone zostały przepisy rosyjskie. Na ziemiach gruzińskich oraz ormiańskich utworzono gubernię gruzińsko-imeretyńską podzieloną na 11 powiatów. Kilka lat później przekształcono ją w namiestnictwo kaukaskie podzielone na cztery gubernie - ziemie etnicznie gruzińskie znalazły się w guberni tyfliskiej i guberni kutaiskiej.
Stabilizacja społeczna na ziemiach gruzińskich po wcieleniu do Rosji, wywołana ostatecznym odparciem najazdów perskich i tureckich, przyczyniła się do rozwoju gospodarczego tego regionu. Liczba ludności Gruzji wschodniej wzrosła z 190 tys. w 1821 do 490 tys. w 1865. Na ziemiach zachodniogruzińskich liczba mieszkańców wzrosła z 370 tys. do 700 tys. Pozytywne zmiany zaszły w rolnictwie, ogrodnictwie, gospodarce hodowlanej, nadal jednak rolnictwo opierało się na pańszczyźnianej pracy chłopów. Ich trudne położenie społeczne było przyczyną powstań chłopskich, które regularnie wybuchały w różnych miejscowościach regionu. Najpoważniejsze zamieszki chłopskie miały miejsce w 1857 w Megrelii. W gruzińskich górach powstawały bandy zbójników.

## Działalność Michaiła Woroncowa. Rozwój gospodarczy ziem gruzińskich

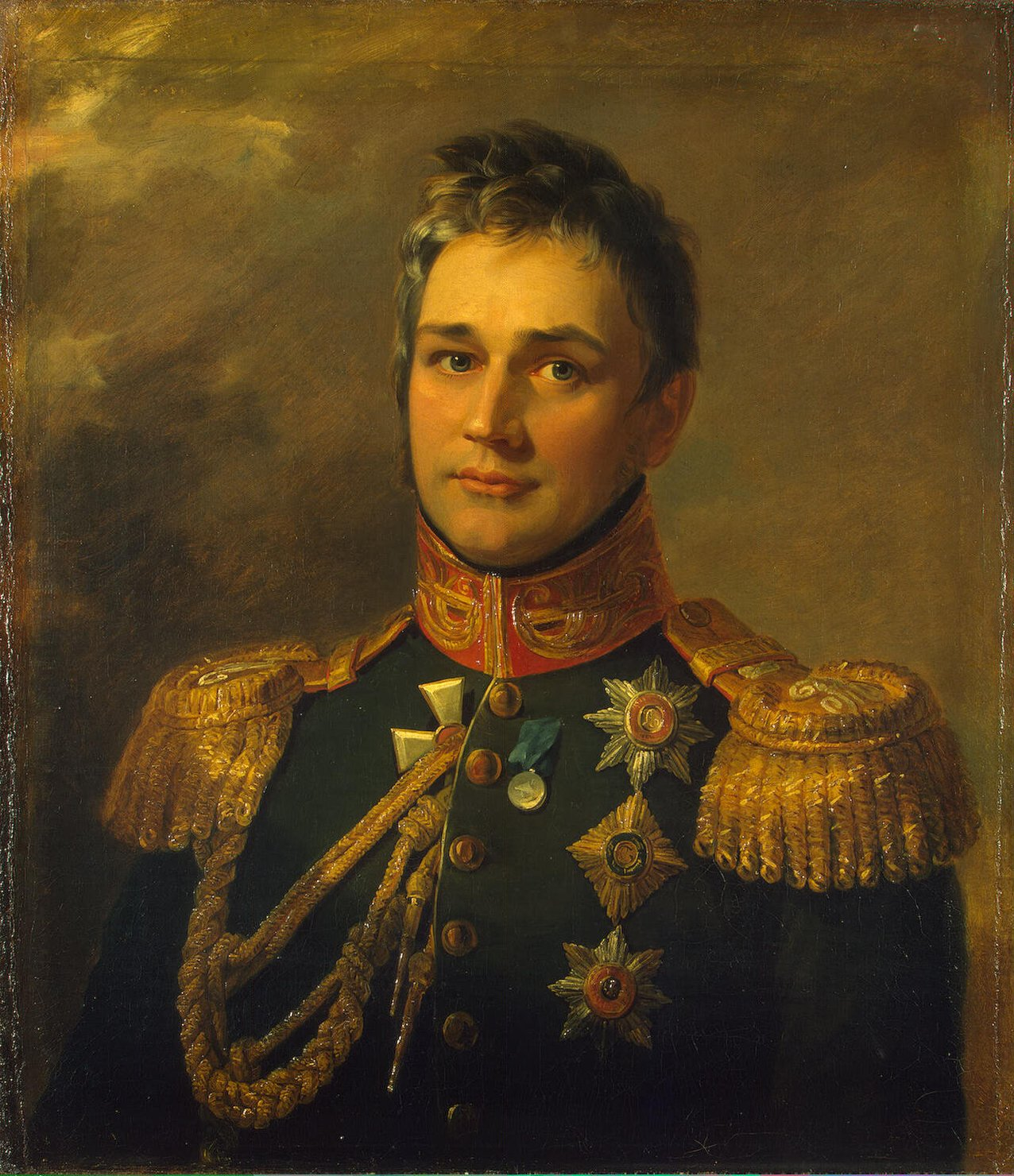
Michaił Woroncow

W 1844 car Mikołaj I mianował namiestnikiem Kaukazu księcia Michaiła Woroncowa. Powierzenie tej funkcji wytrawnemu politykowi i wojskowemu miało zapewnić Rosji spokój w regionie w czasie, gdy carat zwalczał powstanie Szamila. Woroncow w znaczny sposób zrealizował stawiane przed nim zadanie zwalczenia wśród gruzińskiej arystokracji antyrosyjskich nastrojów. Namiestnik zjednywał sobie szlachtę gruzińską poprzez powierzanie jej przedstawicielom urzędów, nadawanie orderów i majątków ziemskich, kierując utalentowanych Gruzinów na stanowiska w całej Rosji (ich narodowość w żaden sposób nie przeszkadzała w karierze wojskowej i urzędniczej). Na ziemie gruzińskie napływali także urzędnicy i oficerowie rosyjscy, którzy często zawierali małżeństwa z miejscowymi kobietami. O ile pełna rusyfikacja Gruzinów następowała jedynie w odosobnionych przypadkach, to lojalność wyższych sfer gruzińskiego społeczeństwa wobec caratu stała się regułą.
W czasie wojny krymskiej Gruzini ponownie czynnie wsparli wojska rosyjskie przeciwko tureckiemu desantowi w Abchazji. Okres po wojnie krymskiej w Gruzji charakteryzował się szybkim rozwojem miast, przede wszystkim w Gruzji wschodniej i północnej. W gruzińskich miastach widoczne skupiska tworzyli Ormianie, napływali do nich także rosyjscy urzędnicy i kupcy. W tym samym okresie dynamicznie rozwijał się przemysł, powstawały nowe zakłady (huty, przedsiębiorstwa garbarskie, sukiennicze, tytoniowe, meblowe, metalurgiczne) zatrudniające po kilkudziesięciu pracowników. Od lat 40. XIX w. w rejonie Tkibuli eksploatowany był węgiel kamienny.

### Kultura gruzińska w I poł. XIX w.
Po wcieleniu do Imperium Rosyjskiego kultura Gruzji weszła w bliski kontakt z kulturą rosyjską oraz zachodnioeuropejską, co pozwoliło na szybki rozwój życia kulturalnego w regionie. Znaczący wpływ na ten fakt miało zakładanie rosyjskich szkół, zarówno męskich, jak i żeńskich oraz wyjazdy młodych Gruzinów do szkół w Rosji. Tyflis (Tbilisi) stał się znaczącym ośrodkiem kulturalnym (zarówno kultury rosyjskiej, gruzińskiej, jak i muzułmańskiej). W mieście prowadzona była szeroko zakrojona działalność wydawnicza. Od 1819 w Tbilisi zaczęła ukazywać pierwsza w regionie gazeta pt. „Gazeta Gruzińska”. W tym samym ośrodku w czasie sprawowania urzędu namiestnika Kaukazu przez Michaiła Woroncowa powstała opera włoska, teatr rosyjski i teatr gruziński.
O ile Gruziński Kościół Prawosławny zachował wpływ na folklor i kulturę ludową, w niewielkim stopniu wpływał na dziewiętnastowieczną gruzińską literaturę i edukację. Zanikły także wpływy kulturalne perskie w Gruzji. Młoda inteligencja rzadko znała język perski, interesowała się natomiast romantyzmem niemieckim, angielskim, francuskim, a nawet polskim. Znaczącymi postaciami w dziewiętnastowiecznej romantycznej literaturze gruzińskiej byli poeci Aleksander Czawczawadze, Nikoloz Barataszwili, Grigol Orbeliani, a także dramaturg Giorgi Eristawi. Równocześnie Joane Bagrationi, Dawid Bagrationi i Solomon Dodaszwili podjęli prace nad spisywaniem historii Gruzji.
Istotne zmiany zaszły w architekturze gruzińskiej. W głównych miastach powstały nowe gmachy administracyjne i wojskowe w stylu klasycystycznym. Ten sam styl przejęła arystokracja i zamożne mieszczaństwo przy wznoszeniu swoich rezydencji. Gruziński wariant stylu klasycystycznego uzupełniał kanon tego stylu o elementy typowo gruzińskie, jak również typowe dla muzułmańskiej architektury Kaukazu.

## 1864-1914. Polityka rusyfikacji

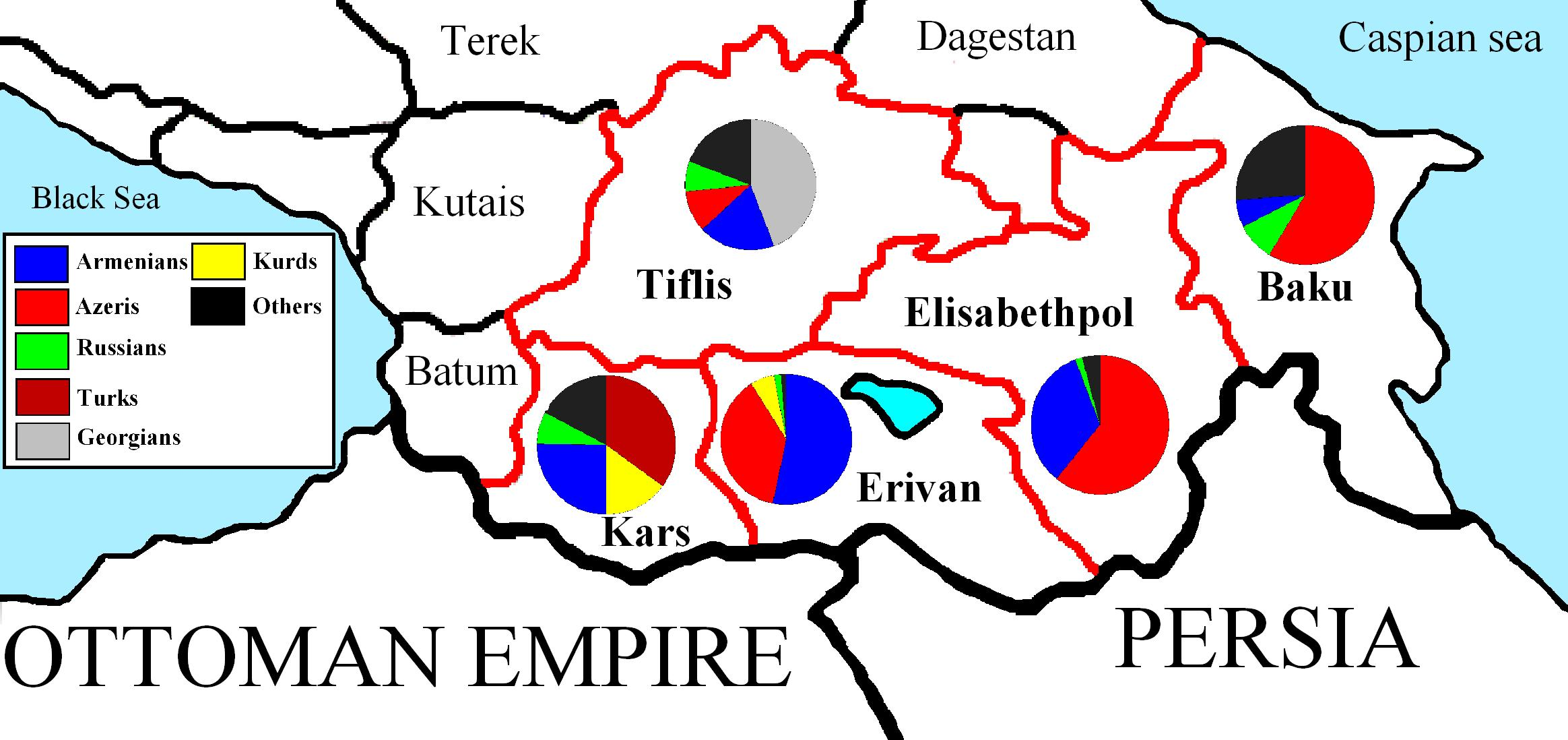
Skład etniczny Zakaukazia pod panowaniem rosyjskim według danych rosyjskiego spisu powszechnego z 1897

Po stłumieniu przez carat walk z muzułmańskimi ludami północnego Kaukazu rządzący Rosją zaczęli traktować Gruzję jako obszar podbity. Do szkół i urzędów wprowadzono język rosyjski, stopniowo nasilała się polityka rusyfikacyjna. Sprowadzani rosyjscy urzędnicy nie znali miejscowych zwyczajów ani języka, przez co szybko zrażali do siebie ludność. Nadal natomiast Gruzini bez problemu robili kariery w administracji i armii, nawet nie wyrzekając się swojej narodowości. Z reguły jednak służyli poza rodzinnym regionem. Również w czasie wojny rosyjsko-tureckiej z lat 1877-1878 Gruzini udzielili armii rosyjskiej czynnego poparcia, zgłaszając się na ochotnika do wojska po tureckim desancie w Abchazji, jakiemu towarzyszyły liczne ataki na ludność cywilną. Po zakończeniu tejże wojny Rosja anektowała Adżarię, zamieszkaną przez ludność muzułmańską. Próby siłowego nawracania Adżarów na prawosławie nie dały efektu, polityka carska wobec tej społeczności doprowadziła do wzrostu jej wrogości wobec chrześcijan. Stolica Adżarii, Batumi, pod panowaniem rosyjskim znacznie rozwinęła się przy tym gospodarczo. Znaczących zniszczeń doznała natomiast w czasie wojny Abchazja, z której wycofujący się Turcy wysiedlili mniejszość muzułmańską. Ubytek demograficzny władze carskie starały się zniwelować, sprowadzając do Abchazji osadników ormiańskich, rosyjskich, ukraińskich, a nawet przybyszów z Estonii. W 1876 i 1877, po antycarskich powstaniach w Abchazji, doszło do wysiedlenia znacznej grupy Abchazów (machadżyrstwo). Na ich miejsce do regionu napłynęli chłopi gruzińscy z Megrelii i Swanetii. W latach 80. XIX w. doszło również do nasilenia rusyfikacji. W celu sprowokowania wewnątrzgruzińskich podziałów władze carskie uznały Megrelów za całkowicie odrębny naród, zrażając do siebie część gruzińskiej inteligencji. Całkowicie zrusyfikowano szkoły, w tym seminarium duchowne w Tyflisie. W 1886 doszło do skandalu w seminarium, gdy jego rektor, Czudiecki, określił język gruziński jako język psów i został zamordowany przez wzburzonego seminarzystę. W czasie pogrzebu duchownego egzarcha Gruzji Paweł określił cały naród gruziński jako przeklęty, co wywołało z kolei protest marszałka szlachty guberni tyfliskiej Dmetre Kipjaniego. Za karę stracił on stanowisko i został zesłany do Stawropola. Konsekwencją całego incydentu było znaczące pogorszenie stosunków gruzińsko-rosyjskich, które dotąd układały się poprawnie. Mimo głosów w kręgach rządowych, by politykę wobec Gruzji złagodzić, rusyfikacyjny kurs został utrzymany.
W II poł. XIX w. w Gruzji pojawiły się pierwsze radykalne grupy, w tym nawiązujące do rosyjskiego narodnictwa. Zostały one jednak szybko rozbite przez tajną policję. Odrębne ruchy tworzyły się w łonie gruzińskiej inteligencji. Umiarkowana grupa Pirweli dasi (pol. Pierwsza grupa) z Ilią Czawczawadze i Akakim Ceretelim postulowała rozwój rolnictwa w Gruzji. Meore dasi (Druga grupa), kierowana przez Niko Nikoladze i Giorgiego Ceretelego wzywała natomiast do industrializacji Gruzji.

### Reforma rolna i rozwój przemysłu

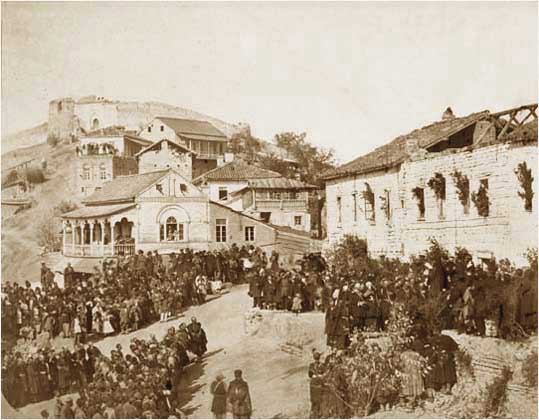
Ogłoszenie manifestu uwłaszczeniowego w Kachetii

Konsekwencją reformy uwłaszczeniowej Aleksandra II była reforma rolna na ziemiach gruzińskich. Do jej wdrażania przystąpiono w 1864 w guberni tyfliskiej, rok później - w kutaiskiej, w latach 1870-1871 w Abchazji i Swanetii. Likwidacja poddaństwa chłopów pozwoliła uzyskać wolność osobistą 400 tys. chłopów, co stanowiło 1/3 ogółu mieszkańców regionu. Równocześnie w czasie wdrażania postanowień reformy uwłaszczeniowej, z powodu skomplikowanej struktury własnościowej w Gruzji, w przypadkach spornych zapadały rozwiązania korzystne dla posiadaczy ziemskich. Szczególnie niekorzystne dla chłopów postanowienia zapadły w Megrelii, co stało się przyczyną powstania chłopskiego z udziałem kilku tysięcy buntowników w 1876. Powstanie stłumiło wojsko carskie.
Gruzińscy posiadacze ziemscy, głównie wielkie arystokratyczne rody, szybko tracili jednak na znaczeniu. Życie ponad stan typowe dla gruzińskiego ziemiaństwa zmuszało je do wyprzedawania majątków. Nieliczni właściciele majątków rolnych dążyli do ich modernizacji. Pomocą ziemiaństwu miały służyć banki w Tbilisi i Kutaisi, które wspierały także gruzińską literaturę i sztukę.
Schyłek XIX w. i pocz. XX w. były również okresem kryzysu w tradycyjnym rzemiośle, rozwoju mniejszych zakładów przemysłowych i powstawania pierwszych wielkich fabryk. Wielki przemysł rozwijał się przy tym wolniej niż na ziemiach polskich i w Rosji europejskiej. W 1900 w Gruzji istniało 111 wielkich fabryk zatrudniających łącznie ok. 10 550 robotników, trzy lata później liczba ta wzrosła do 21 400. Największe zakłady funkcjonowały w Tyflisie (zakłady kolejowe) i w Batumi (przemysł naftowy). Poza tym na ziemiach gruzińskich obecne były fabryki chemiczne, skórzane, tekstylne, poligraficzne, spożywcze i drzewne. W Cziaturze i okolicach działały kopalnie manganu. Właścicielami większych zakładów byli z reguły obywatele rosyjscy różnych narodowości (Ormianie, Gruzini, Rosjanie, Niemcy, Polacy, Żydzi), rzadziej firmy zagraniczne (francuskie, niemieckie, austro-węgierskie). Wśród robotników przeważali Gruzini, liczne były jednak także pozostałe narodowości południowokaukaskie, jak również Ukraińcy i Rosjanie. Warunki pracy (płace, długość dnia pracy, stosunek administracji fabryk do robotników) były gorsze niż w innych regionach Imperium.
Pierwsze strajki robotnicze w Gruzji miały miejsce w 1872 i 1878. Ideologia socjalistyczna w Gruzji pojawiła się jednak w regionie dopiero w ostatniej dekadzie XIX w. za sprawą działaczy socjaldemokratycznych zsyłanych na Kaukaz przez władze carskie oraz Gruzinów powracających ze studiów w Europie zachodniej. Pierwsza marksistowska organizacja w Gruzji, Mesame dasi (Trzecia grupa), została utworzona w 1893, zaś w 1901 przystąpiła do publikacji pierwszej rewolucyjnej gazety w języku gruzińskim, zatytułowanej Brdzola. Mesame dasi rozpadła się na skrzydła bolszewickie i mienszewickie w tym samym momencie, co reprezentująca tę samą ideologię Socjaldemokratyczna Partia Robotnicza Rosji. Bardziej umiarkowany program przedstawiała partia socjal-federalistów, która koncentrowała się na żądania politycznej i narodowej autonomii Gruzji. Uznając konieczność rewolucji, partia skłaniała się ku socjalizmowi utopijnemu, krytycznie traktowała koncepcje marksistowskie i odmawiała robotnikom wiodącej roli w przyszłej transformacji społeczeństwa. Zasługą socjal-federalistów było spopularyzowanie wiedzy o Gruzji w Europie, co było możliwe dzięki ich zagranicznemu ośrodkowi w Paryżu
Niemal do końca XIX w. jedyne znaczące organizacje socjaldemokratyczne w Gruzji działały w Tyflisie, na prowincję ruch zaczął przenosić się w końcu stulecia.

### Ruch robotniczy na początku XX wieku. Rewolucja 1905

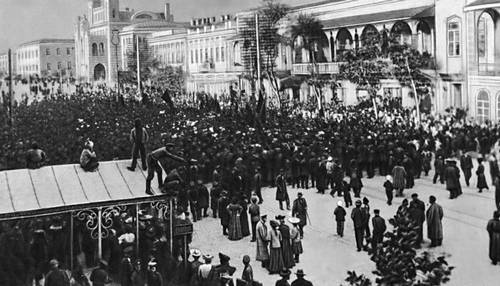
Manifestacja w Tyflisie, 1905

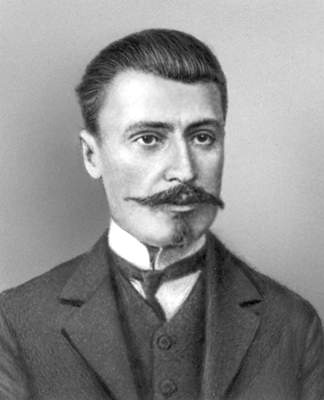
Irakli Cereteli

Fakt, iż gruzińscy mienszewicy łączyli postulaty o charakterze narodowowyzwoleńczym z typowo socjalistycznymi sprawił, że stali się oni bezdyskusyjnie najpopularniejszą partią wśród gruzińskich robotników. Skrzydło bolszewickie odgrywało nieporównywalnie mniejszą rolę w organizacji strajków, które od początku XX w. coraz częściej wybuchały w gruzińskich zakładach przemysłowych. Na wsi dochodziło natomiast do buntów chłopskich. Protesty robotnicze nasiliły się jeszcze po krwawej niedzieli w Petersburgu. Strajk ogłosiły wówczas wszystkie wiodące zakłady przemysłowe w kraju. Oprócz postulatów ekonomicznych robotnicy po raz pierwszy wysunęli żądanie likwidacji caratu. Na wsi gruzińskiej powstały chłopskie oddziały partyzanckie, walczące zarówno z carską administracją, jak i z miejscowymi właścicielami ziemskimi.
29 sierpnia 1905 oddziały kozaków rozpędziły wiec mienszewicki w gmachu zarządu miejskiego w Tyflisie, który miał omówić postulaty reform przedstawione przez ministra spraw wewnętrznych Aleksandra Bułygina. Zostały one uznane za niewystarczające (nie zapowiadały całkowitej likwidacji samowładztwa). Kozacy wtargnęli wówczas do sali obrad i w zamieszaniu zabili 60 ich uczestników, ranili natomiast dalszych dwustu. 1 września, na znak protestu, robotnicy gruzińscy na nowo porzucili pracę. W największych miastach Gruzji dochodziło do manifestacji, strajków i zamachów na rosyjskie instytucje rządowe. 15 października rozpoczął się strajk generalny kierowany przez rady delegatów robotniczych lub komitety strajkowe. Ogłoszenie manifestu październikowego nie uspokoiło sytuacji w Gruzji. W Tyflisie trwały wielotysięczne manifestacje uliczne, w Batumi, Poti i Kutaisi doszło do walk ulicznych. Carat stłumił wystąpienia robotnicze i chłopskie dopiero na przełomie roku 1905 i 1906, dzięki zaangażowaniu do wojskowej rozprawy z rewolucjonistami całego II Korpusu Kaukaskiego. Niszcząc oddziały partyzanckie, wojska rosyjskie stosowały brutalne metody, zabijając bez sądu osoby pojmane z bronią w ręku lub podejrzane o działalność antycarską. Setki wyroków śmierci wydały sądy polowe, kolejna grupa pojmanych Gruzinów została zesłana do guberni archangielskiej. Zwalczanie ruchu rewolucyjnego w Gruzji trwało do 1908, gdyż niektóre oddziały partyzanckie zbiegły w góry i stamtąd do wymienionej daty organizowały odwetowe ataki na Rosjan.
W czterech Dumach Państwowych Gruzja posiadała swoich reprezentantów - po ośmiu w Dumie I i II kadencji, po trzech w III i IV. Większość mandatów zdobywali mienszewicy, jako bezdyskusyjnie najpopularniejsza partia wśród ludności gruzińskiej. Gruzińscy deputowani, przede wszystkim Irakli Cereteli, zaliczali się do najbardziej radykalnych posłów Dumy. Ich postawa sprawiła, że w 1907 zostali postawieni w Petersburgu przed sądem i skazani na zesłanie. W tym samym roku w Gruzji doszło do fali ataków terrorystycznych na rosyjskich urzędników, w których zginęli m.in. gen. Maksud Alichanow-Awarski, gubernator tyfliski i szef sztabu kaukaskiego okręgu wojskowego Fiodor Griaznow. Zamachy organizowane były przez gruzińskich bolszewików, którzy przyjęli tę taktykę działania wobec faktu, że ich zaangażowanie w ruchu robotniczym nie przekładało się na wzrost poparcia. W zamachu zginął także egzarcha Gruzji Nikon, którego śmierć, przyjęta z entuzjazmem przez większość społeczności gruzińskiej, została potępiona przez bardziej konserwatywnie nastawionych działaczy. Śmierć metropolity Nikona miała prawdopodobnie związek z fiaskiem rozmów delegacji duchowieństwa gruzińskiego ze Świątobliwym Synodem Rządzącym w sprawie przywrócenia autokefalii Gruzińskiego Kościoła Prawosławnego. W odpowiedzi na zamachy przeprowadzane przez Gruzinów dochodziło do aktów przemocy wymierzonych w gruzińskich działaczy niepodległościowych. Ofiarą takiego zamachu przeprowadzonego przez współpracownika policji carskiej (według innych badaczy - przez gruzińskich bolszewików). padł w 1907 Ilia Czawczawadze.

### Po rewolucji 1905. Rozwój kulturalny Gruzji
Po stłumieniu wystąpień rewolucyjnych w Gruzji zelżała rusyfikacja, nasilona w poprzednich dziesięcioleciach. Faktycznie zezwolono na nauczanie w języku gruzińskim w szkołach podstawowych. W szkołach średnich nadal obowiązywał rosyjski. Złagodzenie cenzury pozwoliło równocześnie na rozwój literatury realistycznej. Bohaterami prozy Dawida Kldiaszwilego, Akakija Ceretego, Anastasii Eristawi-Chosztarii oraz poezji Iridiona Ewdoszwilego i Szio Aragwispirelego byli ludzie wywodzący się z dołów społecznych, którzy dzięki własnej wytężonej pracy uzyskiwali poprawę swojego statusu. Po 1905 szybko rozwijała się kultura muzyczna - w wymienionym roku powstało Gruzińskie Towarzystwo Filharmoniczne. Charlampi Swaneli i Lado Aganiszwili tworzyli kompozycje w duchu muzyki klasycznej, z wyraźnymi wpływami ludowej twórczości gruzińskiej. Rozwijało się malarstwo, którego czołowym przedstawicielem był prymitywista Niko Pirosmani.

## I wojna światowa
Wybuch I wojny światowej został na Zakaukaziu przyjęty przede wszystkim z nadzieją na liberalizację caratu. Gruzińska szlachta i przedstawiciele mieszczaństwa poparli politykę rosyjską. Szlachta gruzińska sformowała dwa ochotnicze legiony - tyfliski i kutaiski - które do końca 1915 walczyły z Turcją na Zakaukaziu jako formacje narodowe, zaś przez dwa kolejne lata jako pułki rosyjskie. Ziemie gruzińskie były areną bezpośrednich działań wojennych od października 1914, gdy gruzińskie porty czarnomorskie zostały ostrzelane przez okręty niemieckie i tureckie. W 1915 i 1916 armia rosyjska odparła jednak atak turecki w Adżarii i zdobyła Erzerum i Trapezunt. Linia frontu nie zmieniła się na Kaukazie do rewolucji lutowej w 1917. Ziemie gruzińskie mieściły oprócz garnizonów także szpitale, bazy wojskowe, magazyny i warsztaty naprawcze, z których w samej tylko stolicy, Tyflisie, korzystało 100 tys. żołnierzy. Utrzymywanie wojska stawało się dla mieszkańców coraz bardziej uciążliwe i przyczyniło się do wzrostu nastrojów antycarskich. Równocześnie gruzińscy mienszewicy zaczęli rozważać możliwość załamania się systemu carskiego wskutek niepowodzeń na froncie.

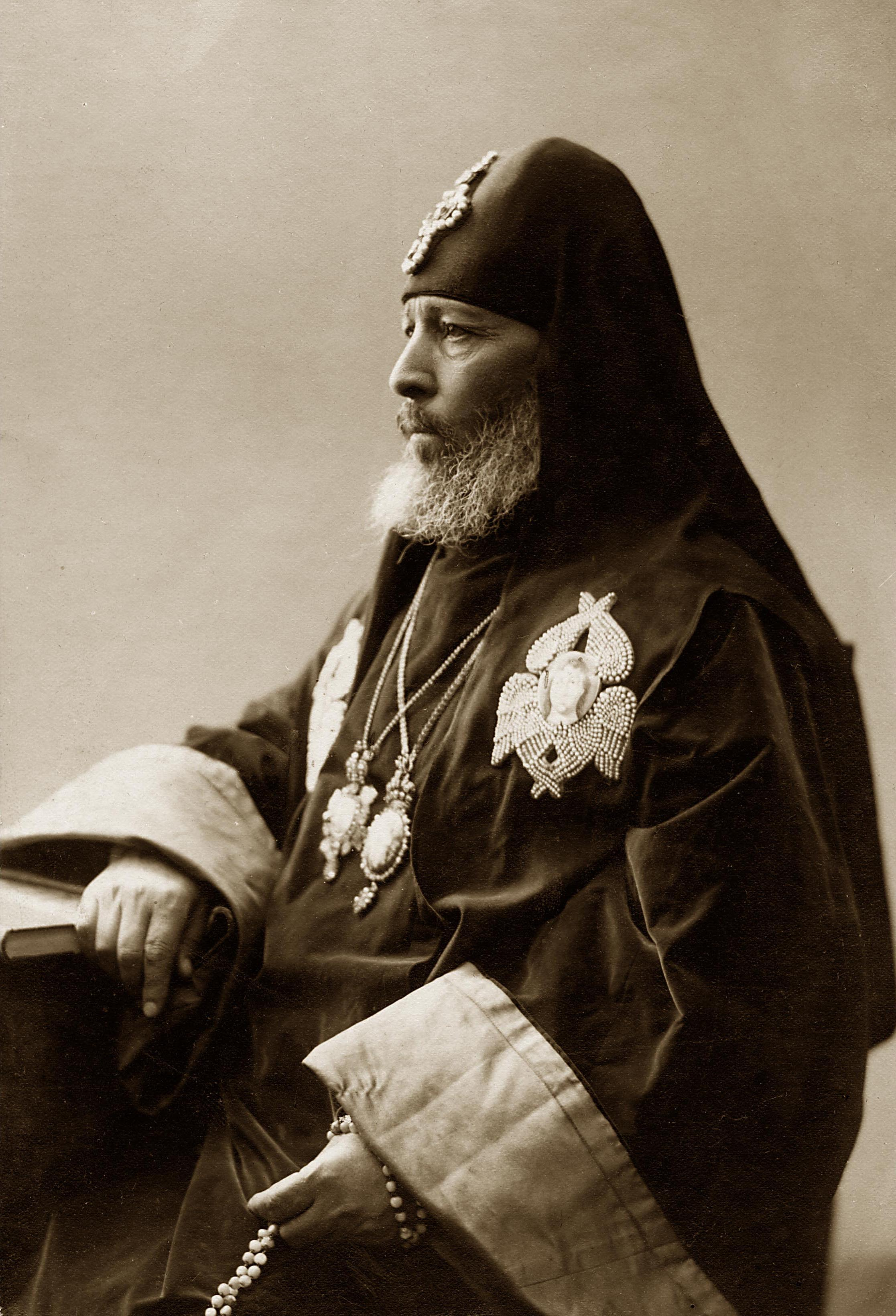
Kirion II, pierwszy katolikos Gruzji po restytucji autokefalicznego Kościoła gruzińskiego w 1917

Wiadomości o rewolucji lutowej w Rosji zostały w Gruzji przyjęte spokojnie w znacznej mierze dzięki umiarkowanej postawie namiestnika Kaukazu, wielkiego księcia Mikołaja Nikołajewicza. Nie od razu wysunięte zostały w Gruzji postulaty niepodległościowe. Mienszewicy, działając w duchu idei socjalistycznych, o zasięgu ponadnarodowym, pragnęli przede wszystkim demokratyzacji całej Rosji. Niepodległościowe hasła federalistów i narodowych demokratów były znacznie mniej rozpowszechnione. Wątpliwości nie podlegała natomiast kwestia restytucji Gruzińskiego Kościoła Prawosławnego, ogłoszona już 25 marca 1917. Jego pierwszym zwierzchnikiem, z tytułem katolikosa-patriarchy, został Kirion (Sadzagliszwili).
22 marca 1917 rosyjski Rząd Tymczasowy utworzył Komitet Specjalny ds. Zakaukazia, którego zadaniem miała być organizacja nowej administracji w regionie. Znaczenie organizacji w Gruzji było jednak niewielkie, gdyż faktyczną władzę w terenie przejęły zdominowane przez mienszewików rady robotnicze. Mienszewicy konsekwentnie nie podejmowali działań separatystycznych, wierząc, że Gruzja uzyska niepodległość od rosyjskiego Zgromadzenia Konstytucyjnego. Równocześnie od lipca 1917 tworzona była gruzińska armia narodowa.
Rewolucja październikowa w Petersburgu miała początkowo niewielki wpływ na sytuację w Gruzji, gdzie poparcie dla bolszewików było niewielkie. 24 listopada w Tbilisi delegaci rad robotniczych i partii politycznych przegłosowali niepodporządkowywanie się Gruzji nowym władzom. Następnego dnia w regionie odbyły się wybory do rosyjskiej Konstytuanty, także zwycięskie dla mienszewików. Razem z dominującymi partiami ormiańską (Armeńska Federacja Rewolucyjna) i azerską (Musawat) utworzyli oni Komisariat Zakaukaski, którego przewodniczącym został Ewgeni Gegeczkori. Nie określał on siebie jako rząd, a jedynie tymczasowy organ administracyjny. Niezależnie od niego główne partie gruzińskie powołały do życia Gruzińską Radę Narodowa.
Rozpędzenie Konstytuanty przez bolszewików w styczniu 1918 zmusiło Komisariat Zakaukaski do podjęcia jednoznacznych decyzji w sprawie przyszłości regionu. Zdecydowano wówczas o utworzeniu Sejmu Zakaukaskiego, który 22 kwietnia 1918 proklamował powstanie Zakaukaskiej Demokratycznej Republiki Federacyjnej, w której skład weszła także Gruzja.